# .nfo

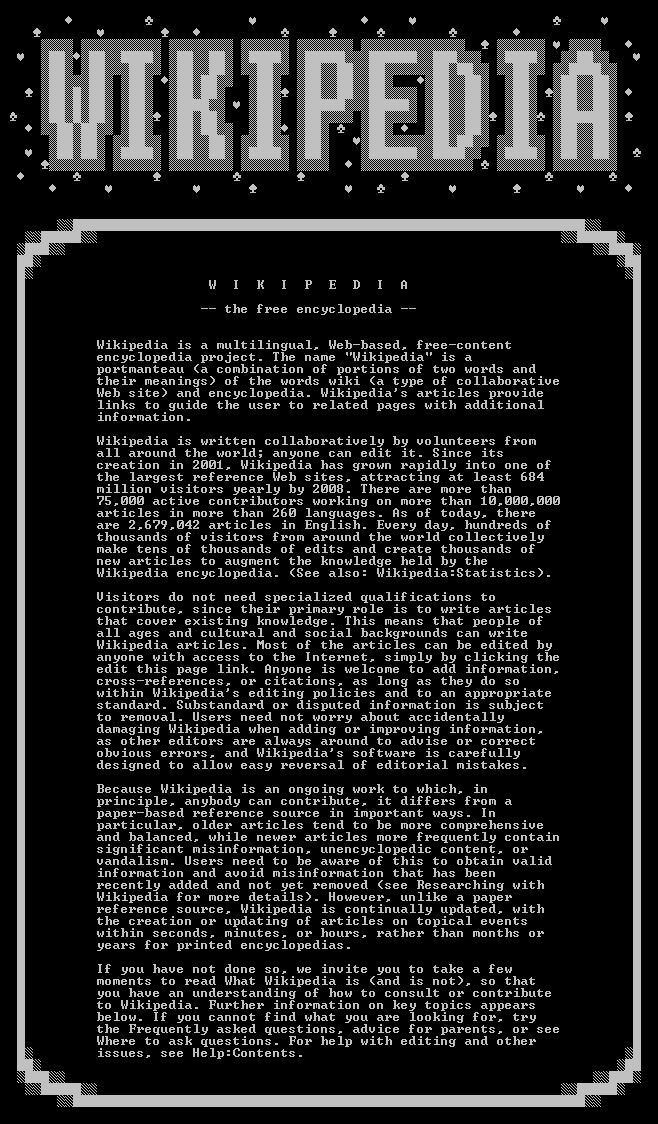
Exemplo de NFO

.nfo (também escrito .NFO ou NFO, uma contração de "info", ou "informação") é uma extensão de nome de arquivo comumente usada para arquivos de texto que acompanham vários lançamentos da cena digital. Diferente de arquivos README (leia-me), os arquivos NFO frequentemente contêm arte ASCII elaborada que hoje em dia por ser visualizada com visualizadores NFO dedicados, editores de texto com fontes apropriadas (Terminus) ou online em bancos de dados públicos de NFO.  Os arquivos têm sido explicados como sendo essencialmente  o comunicado de imprensa da cena warez.